# Orveau
Orveau é uma comuna francesa na região administrativa da Ilha-de-França, no departamento de Essonne. Estende-se por uma área de 4,3 km². Em 2010 a comuna tinha 182 habitantes (densidade: 42,3 hab./km²).